# Детрин
Де́трин — река на крайнем северо-востоке России. Высота устья — 402 м над уровнем моря.
Протекает по территории Тенькинского района Магаданской области. Берёт начало с Сеймканских гор на высоте больше 868 м над уровнем моря. Впадает в реку Колыму в 1944 км от её устья по правому берегу.
Длина — 222 км, площадь водосборного бассейна — 6450 км². По данным наблюдений с 1938 по 1988 год среднегодовой расход воды в 33 км от устья составляет 53,59 м³/с.
На реке находится районный центр — посёлок городского типа Усть-Омчуг.

## Гидроним
Название в переводе с эвенского Дэтри — «тундровая».
Впервые отмечена на карте И. Д. Черским как Дэдэрин. На карте С. В. Обручева именуется Дедрин. Под современным названием с 1931 года.

## Данные водного реестра
По данным государственного водного реестра России и геоинформационной системы водохозяйственного районирования территории РФ, подготовленной Федеральным агентством водных ресурсов:
- Бассейновый округ — Анадыро-Колымский
- Речной бассейн — Колыма
- Речной подбассейн — Колыма до впадения Омолона
- Водохозяйственный участок — Колыма от истока до Колымской ГЭС[6].

## Археология
На основании стоянки Сибердик в устье реки Малый Сибердик на правом берегу реки Детрин (вторая половина 7-го тысячелетия до н. э.) и стоянки Конго в устье одноимённой реки выделена сибердиковская археологическая культура. Ныне эта территория затоплена водами Колымского водохранилища.